# 1951 en Inde
Chronologie de l'Inde
- 1947
- 1948
- 1949
- 1950
- 1951
- 1952
- 1953
- 1954
- 1955

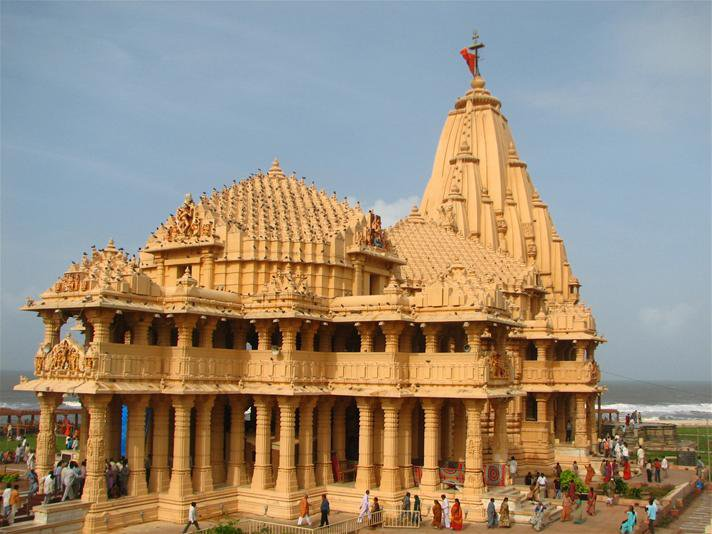
Reconstruction du temple de Somnāth à Veraval (achevée en mai).

Cette page concerne les évènements survenus en 1951 en Inde  :

## Évènement
- Recensement de la population en Inde (en) : le pays compte 361 088 090 habitants[1].
- Mouvement Bhoodan (en), également connu sous le nom de Révolution sans sang, est un mouvement volontaire de réforme agraire, initié par Vinoba Bhave,  dans le village de Pochampally, qui se trouve aujourd'hui dans le Telangana, et connu sous le nom de Bhoodan Pochampally (en).
- 15 avril : Début de la saison cyclonique dans le nord de l'océan Indien (en).
- 18 juin : Premier amendement de la Constitution de l'Inde (en).
- septembre-octobre : Élections de l'Assemblée constituante de l’État princier de Jammu-et-Cachemire (en).
- octobre : fin de la  révolte du Telangana.
- 25 octobre : Début des élections législatives indiennes (fin le 21 février 1952).
- 16 décembre : Élections de l'Assemblée représentative de l'Inde française (en).

## Sortie de film
- Awaara
- Baazi
- Bahar

## Littérature
- Hansuli Banker Upakatha (en), roman de Tarasankar Bandyopadhyay (en).
- Maranathinte Nizhalil (en), roman de Vaikom Muhammad Basheer.
- Mucheettukalikkarante Makal (en), roman de Vaikom Muhammad Basheer.
- Ntuppuppakkoranendarnnu (en), nouvelle de Vaikom Muhammad Basheer.

## Sport
- 4-11 mars : 1ers Jeux asiatiques à New Delhi :
  - épreuves d'athlétisme du 8 au 11 mars.
  - épreuves de football du 5 au 11 mars.

## Création
- Indian Railways (chemins de fer indiens).
- Musée Salar Jung à Dar-ul-Shifa (en) (Hyderabad).

## Naissance
- Ibrahim Ashk (en), poète.
- Bina Agarwal (en), économiste.
- Meena Alexander, poétesse, écrivaine.
- Zeenat Aman, mannequin, actrice.
- Ramachandran Balasubramanian, mathématicien.
- Rameshwar Nath Koul Bamezai (en), scientifique.
- Bindu, actrice.
- Vijaya Dabbe,  écrivaine et féministe.
- Thrissur Elsy (arz), actrice.
- Vijayalakshmy K. Gupta (en), femme politique.
- Shruti Sadolikar Katkar, chanteuse.
- Aslam Kiratpuri (en), journaliste.
- Nitish Kumar, ministre en chef du Bihar.
- Manjula (en), actrice.
- M. S. Narayana (en), acteur.
- Nana Patekar, acteur et réalisateur.
- Vishweshwaraiah Prakash (en), biologiste.
- Rajeevnath (en), réalisateur.
- Ashok Gajapathi Raju (en), personnalité politique.
- Rahul Rawail, réalisateur.
- Narayanasami Sathyamurthy (en), chimiste.
- Allan Sealy, écrivain.

## Décès
- P.C. Barua, acteur.
- Amy Carmichael, missionnaire.
- P. U. Chinnappa (en), acteur.
- Adwaita Mallabarman (en), écrivain.
- Stephen Smith (en), ingénieur aérospatial.
- Abanîndranâth Tagore, peintre et homme de lettres.
- N. C. Vasanthakokilam, chanteuse.